# Шиянка (балка)
Балка Шиянка — русло зниклої річки Шиянка — рукава Самари. Розташована у Самарському районі міста Дніпро між житловими масивами Придніпровський, Стара Ігрень та Чаплі.
Верхня частина балки відгороджена від Самари дамбою, що з'єднує вулиці  Німецьку та Гаванську.
Нижче від дамби розташоване озеро Ігреньська затока з меншими затоками — рукавами Щемилівка та Сусанка (озеро Шиянка), зі східного боку до балки впадає  балка Западня з дренажною канавою в руслі колишньої річки — притоки Шиянки. 
В середній частині балки розташовані золовідстійники Придніпровської електростанції заболочені озерця, залишок річки — дренажна канава між затоками  Щемилівка  і Шиянка в яку з боку Чаплів впадає струмок балка Довжик, дачі кооперативу «Шиянка».
В нижній частині, зі східного боку, біля вулиці Чаплинської в балку впадає балка Довжик із притокою річки, що нині вливається у дренажну канаву.
У нижній частині балки знаходиться дніпровська затока Шиянка, що утворилась у 1934 році після спорудження Дніпрогесу.
По обидва боки балки знаходиться Стара Ігрень, на східному боці балки розташовано житловий масив Чаплі, по західному — житловий масив Придніпровський.
В середній частині балки розташоване озеро Окуляри назване так тому що згори воно схоже на окуляри, бо складається з двох круглих плес з'єднаних протокою.